# Sabato (romanzo)
Sabato è un romanzo del 2005 dello scrittore inglese Ian McEwan. Ambientato nell'elegante quartiere londinese di Fitzrovia, il sabato è il 15 febbraio del 2003, e la scena si apre sulla grande manifestazione contro l'invasione dell'Iraq organizzata in quell'anno a Londra. Il protagonista, Henry Perowne, ha 48 anni, è un affermato neurochirurgo, il suo sabato è completamente occupato da impegni di lavoro e incontri di piacere. Dovrebbe concludersi con una cena in famiglia, cui parteciperà anche la figlia Daisy, di ritorno da Parigi. Il programma salta perché un incontro imprevisto e violento con un uomo disturbato, altera la pace familiare e sociale in cui Perowne ha vissuto finora.
Il libro, pubblicato nel febbraio 2005 da Jonathan Cape nel Regno Unito e in aprile negli Stati Uniti, è stato ben accolto dal pubblico e dai critici che hanno notato la scrittura fluida e coinvolgente di McEwan, e la sua attenta dissezione della vita quotidiana. Ha vinto nel 2005 il James Tait Black Memorial Prize per la narrativa.

## Trama

### La manifestazione contro la guerra in Iraq

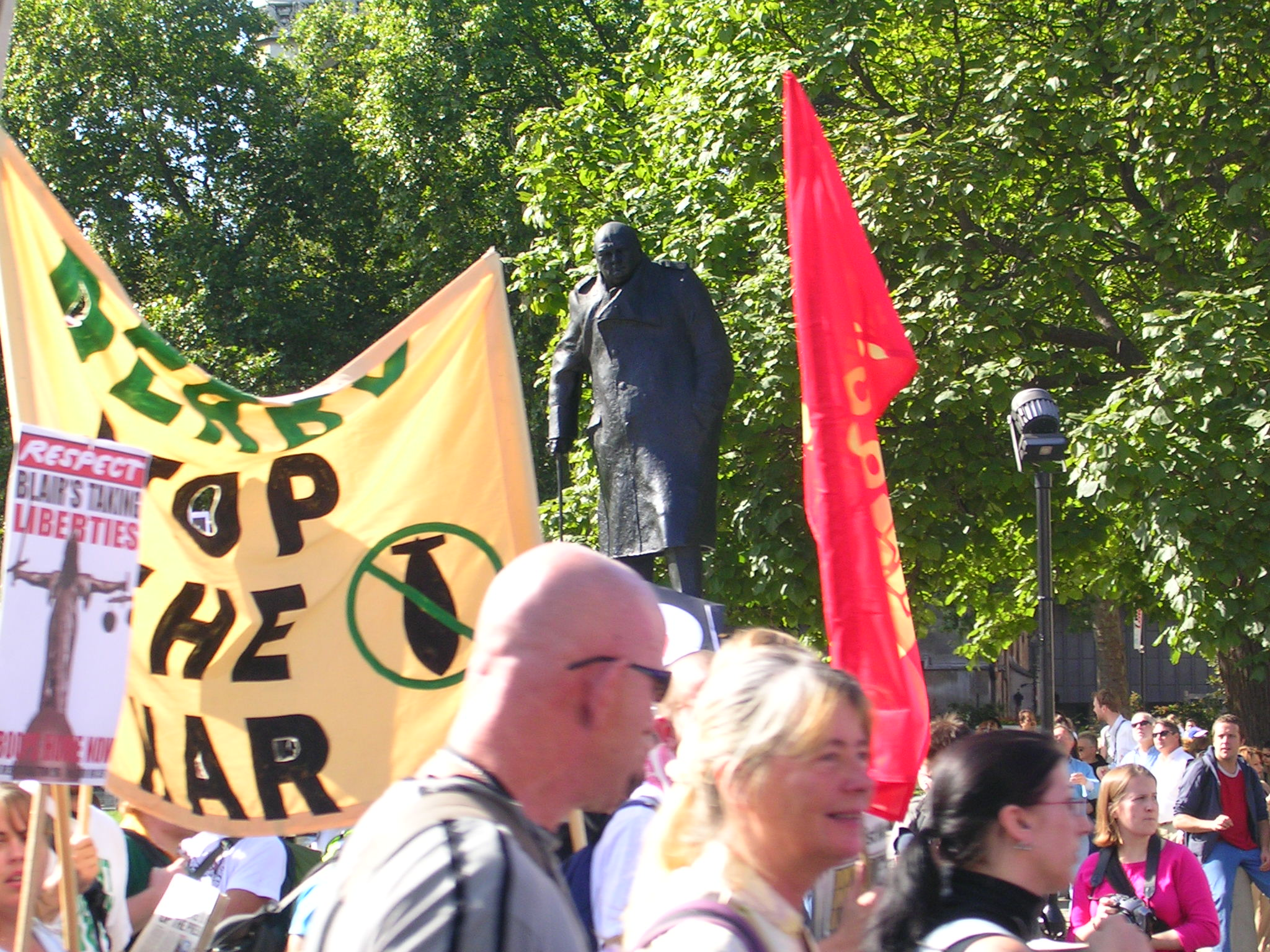
Manifestazione contro Bush e la guerra in Iraq a Londra

Sono le 3 e 40 del mattino di sabato 15 febbraio 2003. Henry Perowne è in piedi davanti alla finestra della sua camera da letto. Abita in una casa elegante, in un bel quartiere nel centro di Londra. Mentre si chiede come mai si è svegliato così presto, vede un aereo con uno dei motori in fiamme, che attraversa il cielo come una cometa verso l'aeroporto di Heathrow. In un mondo che ha conosciuto l'11 settembre questa visione gli sembra un infausto presagio: "Tutti sono d'accordo, le linee aeree hanno un aspetto diverso in cielo in questi giorni, sembrano predatori e condannati." Questo è l'incipit di sabato, il decimo romanzo di McEwan. Perowne esce in macchina e si trova nel bel mezzo del traffico provocato dalla manifestazione. I dimostranti si prendono gioco di George W. Bush e di Tony Blair, e delle loro bugie sulle armi di distruzione di massa. È la più grande manifestazione di piazza contro l'imminente guerra in Iraq. E Londra è semi-paralizzata. Perowne cerca di svicolare per liberarsi dal corteo dei manifestanti, ma in una strettoia spezza lo specchietto retrovisore di una vettura, da cui scendono tre tipi poco raccomandabili, che iniziano a insultarlo e a chiedere quattrini. Perowne vorrebbe andarsene al più presto, ma Baxter - questo il nome di uno degli uomini - e i suoi due compagni, diventano aggressivi.

### La sindrome di Huntington
Perowne nota alcuni sintomi nel comportamento di Baxter, che gli fanno riconoscere nell'uomo, l'insorgenza della sindrome di Huntington, una malattia neurodegenerativa che conosce molto bene, da specialista. Anche se riceve un pugno nello stomaco, Perowne riesce a fuggire illeso dallo scontro, distraendo Baxter, descrivendogli i sintomi della sua malattia e facendogli capire che potrebbe curarlo.
Perowne passa poi in palestra dove incontra un amico e gioca con lui una partita di squash senza entusiasmo ma con parecchio astio. Perde, non senza aver recriminato su ogni punto, fino all'ultimo. Continua a pensare all'incidente. Dopo pranzo compra un po' di pesce per la cena, in una pescheria locale. Poi visita la madre, che soffre di demenza vascolare, ricoverata in una casa di cura.
Dopo una visita alle prove del figlio, Perowne torna a casa per preparare la cena, il telegiornale della sera - con le sue notizie di tragedie planetarie - gli ricorda ancora una volta quanto sia fragile l'arca della sua felicità e come niente di ciò che accade là fuori sia sotto controllo. Daisy, la figlia, torna a casa da Parigi, discutono della prossima guerra in Iraq.
Rosalind, la moglie di Perowne, è l'ultima ad arrivare. Improvvisamente, mentre gli ospiti si preparano a cenare, Baxter e un complice fanno irruzione nella casa. Armati di coltelli. Baxter colpisce il nonno, intimidisce la famiglia e ordina a Daisy di spogliarsi. Il giovane capisce che la ragazza scrive poesie. Le chiede di dirne una. Daisy obbedisce ma non legge una delle sue poesie. Recita invece Dover Beach, un breve poema lirico dal poeta inglese Matthew Arnold, che colpisce emotivamente Baxter, disarmandolo. Perowne riprende il discorso sulla malattia di Baxter e lo convince che potrebbe curarlo. Capisce che è la vera ragione della sua aggressività. Che Baxter, se non avesse questi gravi disturbi e non fosse troppo ignorante e privo di mezzi per curarli, sarebbe probabilmente una persona diversa, più sensibile ed equilibrato. Il complice fugge, Baxter viene sopraffatto da Perowne aiutato dal figlio Theo. Il giovane cade dalle scale e perde i sensi, viene ricoverato all'ospedale dove, quella stessa notte, Perowne lo opera con successo. La giornata del sabato si conclude attorno alle cinque della mattina di domenica, dopo una doccia calda, Perowne ha fatto l'amore con sua moglie. Ancora per questa notte è salvo. Si addormenta sereno.

## Considerazioni
Il libro è il prodotto di un mondo in cui il terrorismo e la guerra occupano le prime pagine di tutti i giornali e dei media televisivi. Ma finiscono per filtrare anche nei più reconditi anfratti della vita delle famiglie. L'azione del romanzo si svolge in un unico giorno, come nell'Ulisse di James Joyce e ne La signora Dalloway di Virginia Woolf. Nello stesso momento in cui la massa dei dimostranti si muove con composto fragore per le vie di Londra, per protestare contro il coinvolgimento della Gran Bretagna nella guerra in Iraq, Perowne scopre quanto sia fragile la sua tranquillità. Come uno sconosciuto disgraziato e disperato, possa in un attimo, mettere in pericolo tutto ciò che ha di più caro. E la sua stessa esistenza: “Più allarghi il campo, più merda vedi. Quando ci ostiniamo a occuparci dei massimi sistemi, della situazione politica, del surriscaldamento dell'atmosfera, della povertà del mondo, sembra tutto tremendo, senza possibilità di recupero, senza la minima prospettiva. Se invece ridimensiono il pensiero, avvicino lo sguardo, diventa tutto bellissimo. Perciò d'ora in poi il mio motto sarà: solo pensieri su scala ridotta.”
Insolitamente, nella fiction dei nostri giorni, il protagonista che conosciamo all'inizio del racconto è felice. Perowne è un neurochirurgo di grande talento, che ha avuto un meritato successo, sia clinico che economico. Lavora nel cuore della scienza e della tecnologia applicata. Salva vite umane. La famiglia lo supporta, ama la moglie Rosalind che lo contraccambia, i loro due figli sono intelligenti e appassionati. Il benessere di cui è circondato, assieme ai suoi familiari, imprime un piacevole senso di sicurezza alle loro vite. Potrebbe essere completamente compiaciuto e soddisfatto di sé. Ma è troppo intelligente e riflessivo per riuscire a neutralizzare le angosce - pubbliche e private - che comunque lo assillano. Infatti la sottile guaina protettiva che tanto lo conforta, è vulnerabile: esposta alla violenza dei grandi eventi (disastri aerei, guerre, catastrofi e terrorismo) ma anche dei drammi individuali: la malattia di un derelitto come Baxter, che potrebbe uccidere ed essere ucciso, solo per ignoranza e despossenza. Infatti non sarà la manifestazione di piazza, di cui avverte con un brivido, il lento svolgersi intorno a sé, a colpirlo ma, del tutto inatteso, un individuo molto malato che potrebbe essere un suo paziente. E che lo urta psicologicamente, prima di ferirlo fisicamente.

## Il lavoro di ricerca

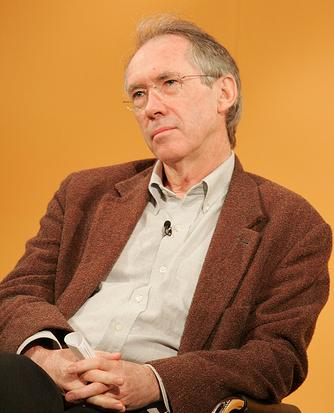
Ian McEwan

Per scrivere Sabato McEwan ha passato due anni a fare ricerche sulla neurochirurgia, seguendo da vicino il lavoro di Neil Kitchen, un famoso neurochirurgo che opera presso il National Hospital for Neurology and Neurosurgery in Queen Square, a Londra. Kitchen ha permesso a McEwan di entrare in sala operatoria per assistere a diversi interventi e prendere appunti. L'autore si è avvalso della collaborazione di numerosi medici per la revisione delle bozze. Inoltre esiste una sorta di "cerchio magico" di amici di McEvan: Timothy Garton Ash, Craig Raine, e Galen Strawson, che rileggono più volte i suoi racconti ed esprimono pareri e consigli. Nonostante tutti questi controlli, il critico del The New York Review of Books, John Banville ha bocciato il romanzo, accusando l'autore di inaccuratezza e arroganza: "Sabato è quel genere di racconto commissionato dall'editore con le parole 'costruiscimi un bel romanzo sulla società contemporanea', in cui le opinioni politiche sono banali, il tono autocompiaciuto e incompetente, i personaggi tagliati con l'accetta e inoltre, malgrado lo sforzo di dimostrare competenze tecniche, lo scrittore non è riuscito a tradurre le informazioni in una prosa convincente e chiara".

## Pubblicazione
Estratti del libro sono stati pubblicati su diverse riviste e un intero capitolo sul New York Times Book Review Il romanzo è stato pubblicato da Jonathan Cape per la Imprint of Random House Books nel febbraio del 2005 a Londra, New York, e Toronto.
Vi sono elementi autobiografici che compaiono soprattutto nei caratteri dei familiari di Perowne. Inoltre la casa in cui si situa l'azione è a pochi isolati di distanza da quella dell'autore. Entrambi - l'autore e il suo personaggio - sono molto attivi, di mezza età e hanno un figlio che suona bene la chitarra.

## Edizioni
- Ian McEwan, Sabato, collana Supercoralli, traduzione di Susanna Basso, Torino, Einaudi, 2005, ISBN 978-88-06-17689-1.
- Ian McEwan, Sabato, collana Super ET, traduzione di Susanna Basso, Torino, Einaudi, 2006, ISBN 978-88-06-18486-5.